# Goitaca (película)
Goitaca (en portugués: Goitacá) es una próxima coproducción internacional película de aventura dirigida por Rodrigo Rodrigues, filmada en el bosque atlántico en Brasil.

## Premise
La película cuenta la historia entre dos tribus indígenas divisivas durante un largo tiempo pasado en la historia, el Goitaca y una tribu desconocida que se embarca en un viaje para encontrar nuevas tierras para vivir pacíficamente.

## Cast
- Marlon Blue como Candea.
- Leandro Firmino como jefe de Goitaca.
- Rodrigo Rodrigues como Shaman Bacuara y Jurema.
- Lady Francisco como Madre Ci e Iara - Madre del agua.
- Luciano Szafir como Maracajaguacu.
- Christianne Oliveira como Camapua.
- Macximo Bossimo como Jefe Catu.
- Helder Cardozo como Shaman Abeguar.
- Betto Marque como Obita.
- Olivia Harriet como Mermaid Iara.
- Daniel Bauerfeldt como Obajara.
- Joao Alberto Tchian como El secreto.
- Dinosio Correa como Apua.
- Evelyn Mayrink como Jacina.
- Fernanda Magnani como madre de Candea.
- Marcos Accogli como guardián de Iara / sirena de madera.
- Arthur Benatti Teixera como el guardián de las estrellas.
- Lucas Jordan como guerrero indígena.
- Victor Vasconcelos como Candea pequeno.
- Danillo Sales como Jaguarari.
- Diogo Alves como Taquarace Pequeno.
- Yago Brasil como Taquarace.
- Victoria Vasconcelos como Camapua Pequeno.
- Pedro Malta como Jefe Aimore.
- Bruna Barbosa como india escort jacina.

## Producción

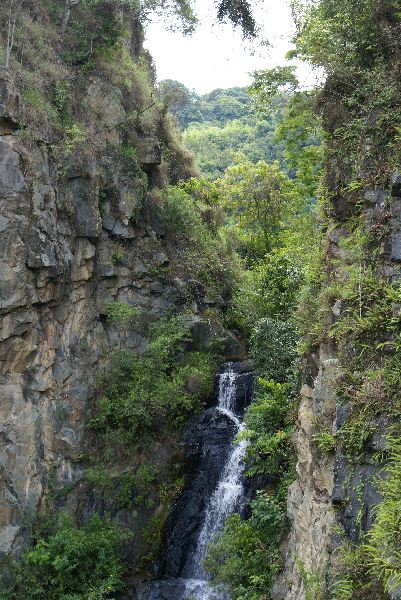
Bosque atlántico en Brasil.

La película está inspirada en las experiencias de Rodrigues durante su tiempo en la selva tropical atlántica. Rodrigues declaró que los espíritus de la selva lo llevaron a escribir el guion dentro de tres días y noches durante su estancia.

### Ubicaciones
Goitaca  se filmó en la región atlántica de Brasil. Pasaron cinco semanas cerca de Ipiabas, en el estado de Rio, el departamento de Fazenda Sao Sebastiao, y cuatro semanas en el departamento de Barra (Barra do Pirai), y diez semanas en Paraty entre julio de 2016 hasta agosto de 2019. filmando.
Los detalles de ubicación incluyen:
Preproducción - Reino Unido / Brasil
- Londres
- Jundiai
- Itupeva
- Río de Janeiro
- Paraty
- Barra do Pirai[4]

Producción - Ipiabas
- Hotel Fazenda Sao Sebastiao
- Pousada Casa Delta
- Hospedaria Abbud & Fernandez
- Barra do Pirai

Posproducción
- Londres, Reino Unido